# Pleurothallis ocellus
Pleurothallis ocellus är en orkidéart som först beskrevs av Carlyle August Luer, och fick sitt nu gällande namn av Carlyle August Luer. Pleurothallis ocellus ingår i släktet Pleurothallis och familjen orkidéer. Inga underarter finns listade i Catalogue of Life.